# Eogrus
Eogrus — викопний рід журавлеподібних птахів вимерлої родини Eogruidae, що існував в еоцені. Рештки птаха знайдені в Монголії. Це був нелітаючий птах. Він був хижаком або стерв'ятником.

## Види
- Eogrus aeola
- Eogrus crudus
- Eogrus turanicus